# Kabinett Fillon I
Das Kabinett Fillon I war die französische Regierung vom 18. Mai 2007 bis zum 18. Juni 2007 unter Premierminister François Fillon.
Die Regierung folgte auf das Kabinett de Villepin, das am 15. Mai 2007, dem Tag vor der Amtsübergabe von Präsident Jacques Chirac an Nicolas Sarkozy wie bei Präsidentenwechseln üblich zurückgetreten war. Die Regierung fungierte als Übergangsregierung bis unmittelbar nach den französischen Parlamentswahlen 2007. Am Tag nach den Parlamentswahlen, am 18. Juni 2007, trat die Regierung Fillon I zurück. François Fillon wurde erneut mit der Regierungsbildung beauftragt und bildete das Kabinett Fillon II.
Aufsehen erregte die Berufung von Regierungsmitgliedern, die der politischen Linken angehörten: Die zwei Sozialisten Bernard Kouchner und Éric Besson (die deshalb die Partei verlassen mussten) sowie die parteilosen, aber den Sozialisten nahestehenden Jean-Pierre Jouyet und Martin Hirsch, Präsident der französischen Emmaus-Bewegung.

## Premierminister
| Amt             | Name            | Partei |
| --------------- | --------------- | ------ |
| Premierminister | François Fillon | UMP    |

## Staatsminister
| Amt            | Name        | Partei |
| -------------- | ----------- | ------ |
| Staatsminister | Alain Juppé | UMP    |

## Minister
| Amt                                                                            | Name                 | Partei                           |
| ------------------------------------------------------------------------------ | -------------------- | -------------------------------- |
| Minister für Umwelt und nachhaltige Entwicklung                                | Alain Juppé          | UMP                              |
| Minister für Wirtschaft, Finanzen und Arbeit                                   | Jean-Louis Borloo    | PRV-UMP                          |
| Ministerin für innere Angelegenheiten, Übersee und Gebietskörperschaften       | Michèle Alliot-Marie | UMP                              |
| Außenminister                                                                  | Bernard Kouchner     | PS ohne Unterstützung der Partei |
| Minister für Einwanderung, Integration, nationale Identität und Ko-Entwicklung | Brice Hortefeux      | UMP                              |
| Ministerin für Justiz                                                          | Rachida Dati         | UMP                              |
| Minister für Arbeit, sozialen Zusammenhalt und Solidarität                     | Xavier Bertrand      | UMP                              |
| Minister für Bildung                                                           | Xavier Darcos        | UMP                              |
| Ministerin für Hochschulbildung und Forschung                                  | Valérie Pécresse     | UMP                              |
| Minister für Verteidigung                                                      | Hervé Morin          | NC                               |
| Ministerin für Gesundheit, Jugend und Sport                                    | Roselyne Bachelot    | UMP                              |
| Ministerin für Wohnen und Städtewesen                                          | Christine Boutin     | FRS-UMP                          |
| Ministerin für Landwirtschaft und Fischerei                                    | Christine Lagarde    | UMP                              |
| Ministerin für Kultur und Kommunikation, Regierungssprecherin                  | Christine Albanel    | UMP                              |
| Minister für Haushalt, öffentliche Finanzen und Verwaltung                     | Éric Woerth          | UMP                              |

## Staatssekretäre und Hochkommissar
| Amt                                                                 | Name                | Partei                           | zugeordnetes Ministerium                        |
| ------------------------------------------------------------------- | ------------------- | -------------------------------- | ----------------------------------------------- |
| Staatssekretär für die Beziehungen zum Parlament                    | Roger Karoutchi     | UMP                              | Premierminister                                 |
| Staatssekretär für europäische Angelegenheiten                      | Jean-Pierre Jouyet  | parteilos                        | Außenministerium                                |
| Staatssekretär für die Weiterentwicklung und Evaluation der Politik | Éric Besson         | PS ohne Unterstützung der Partei | Premierminister                                 |
| Staatssekretär für Verkehr                                          | Dominique Bussereau | UMP                              | Minister für Umwelt und nachhaltige Entwicklung |
| Hochkommissar für die aktive Solidarität gegen die Armut            | Martin Hirsch       | parteilos                        | Premierminister                                 |